# Scotorythra epixantha
Scotorythra epixantha là một loài bướm đêm trong họ Geometridae.